# Sulufou
Sulufou es una isla artificial construida sobre el arrecife de la laguna Lau en Malaita en las Islas Salomón; Está ubicado en la provincia de Malaita. La carretera desde Auki termina en el muelle de Fouia, frente a las islas de Sulufou y Adagege en la laguna de Lau.